# Luigi Di Biagio
Luigi Di Biagio (3. červen 1971, Řím, Itálie) je bývalý italský fotbalista, který hrál na pozici defenzivního záložníka. Zahrál si také v reprezentaci, se kterou byl na ME 2000 a MS 1998 a MS 2002.
V roce 2013 začal vést italskou reprezentaci do 21 let, a to do roku 2019. V roce 2018 dočasně převzal jako trenér italskou seniorskou reprezentaci. Od roku 2020 trénoval italský S.P.A.L., ale skončil na konci sezóny poté, co se nepodařilo klub udržet v první lize.

## Klubová kariéra
Roku 1995 se stal fotbalistou AS Řím. Během čtyř sezón nedokázal získat jedinou trofej, hrál však pravidelně v základní sestavě. V rámci Poháru UEFA se podílel na postupu do čtvrtfinále v letech 1996 a 1999. V prvním případě tým nestačil na Slavii Praha,
ve druhém na Atlético Madrid.
Sezóna 1999/00 byla jeho první ve dresu Interu, v lize Inter skončil na 4. příčce a Di Biagio se pod koučem Marcello Lippim prosadil do základu. Během vyhroceného zápasu s rivalem v podobě Juventusu byl udeřen turínským obráncem Paolem Monterem.
Sezóna 2000/01 se Interu nepodařila, Lippiho nahradil Marco Tardelli. Di Biagio si získal Tardelliho důvěru a nadále zůstával důležitým hráčem sestavy. Tuto sezonu v Serii A odehrál 32 utkání, dal 4 góly.
Trenér Héctor Cúper na něj spoléhal také v další sezoně, což se projevilo 31 odehranými zápasy během 34 ligových kol. Všechny tři absence byly navíc dány distancem za žluté karty. V záložní řadě mu byl mnohdy partnerem Cristiano Zanetti, Clarence Seedorf nebo Francouz Stéphane Dalmat. Inter v závěru soupeřil s AS Řím a též Juventusem a před posledním utkáním sezóny držel první příčku před těmito konkurenty. Di Biagio nastoupil v základní sestavě zápasu na stadionu Lazia. Ve 24. minutě se gólově prosadil a dostal Inter do vedení 2:1.
Karel Poborský ale svým druhým gólem opět srovnal a ani střela Di Biagia ve druhé půlce nedokázala překonat brankáře Peruzziho. Lazio posléze vstřelilo dvě branky samo a Inter skončil nakonec až třetí, titul získal Juventus.
Za Inter odehrál ještě jeden ročník než v létě 2003 odešel do Brescie Calcio.
Za Brescii hrál tři roky. V první sezóně Serie A 2003/04 pomohl sedmi brankami k 11. místu v lize. Ani jeho devět ligových branek ale nezabránilo pádu do druhé ligy v další sezóně.
Po krátkém působení v Ascoli Calcio 1898 FC ukončil v roce 2007 kariéru.

## Trenérská kariéra
Jako trenér dovedl italskou „jedenadvacítku“ na Mistrovství Evropy 2015. Tam Itálie nepostoupila ze skupiny.
Na začátku února 2020 převzal prvoligový italský klub S.P.A.L. Di Biagio převzal mužstvo na poslední příčce tabulky s 15 body za 23 zápasů.

## Hráčská statistika
| Sezóna  | Klub    | Liga     | Liga   | Liga | Ligové poháry | Ligové poháry | Ligové poháry | Kontinentální poháry | Kontinentální poháry | Kontinentální poháry | Celkem | Celkem |
| Sezóna  | Klub    | Soutěž   | Zápasy | Góly | Soutěž        | Zápasy        | Góly          | Soutěž               | Zápasy               | Góly                 | Zápasy | Góly   |
| ------- | ------- | -------- | ------ | ---- | ------------- | ------------- | ------------- | -------------------- | -------------------- | -------------------- | ------ | ------ |
| 1988/89 | Lazio   | Serie A  | 1      | 0    | -             | 0             | 0             | -                    | 0                    | 0                    | 1      | 0      |
| 1989/90 | Monza   | Serie B  | 7      | 0    | IP            | 0             | 0             | -                    | 0                    | 0                    | 7      | 0      |
| 1990/91 | Monza   | Serie C1 | 12     | 0    | IP            | 2             | 1             | -                    | 0                    | 0                    | 14     | 1      |
| 1991/92 | Monza   | Serie C1 | 27     | 1    | IP            | 0             | 0             | -                    | 0                    | 0                    | 27     | 1      |
| 1992/93 | Foggia  | Serie A  | 30     | 5    | IP            | 4             | 0             | -                    | 0                    | 0                    | 34     | 5      |
| 1993/94 | Foggia  | Serie A  | 28     | 3    | IP            | 5             | 1             | -                    | 0                    | 0                    | 33     | 3      |
| 1994/95 | Foggia  | Serie A  | 29     | 4    | IP            | 6             | 2             | -                    | 0                    | 0                    | 35     | 6      |
| 1995/96 | Řím     | Serie A  | 30     | 2    | IP            | 1             | 0             | UEFA                 | 6                    | 0                    | 37     | 2      |
| 1996/97 | Řím     | Serie A  | 27     | 3    | IP            | 1             | 0             | UEFA                 | 4                    | 0                    | 32     | 3      |
| 1997/98 | Řím     | Serie A  | 30     | 7    | IP            | 6             | 2             | -                    | 0                    | 0                    | 36     | 9      |
| 1998/99 | Řím     | Serie A  | 27     | 3    | IP            | 1             | 0             | UEFA                 | 7                    | 1                    | 35     | 4      |
| 1999/00 | Inter   | Serie A  | 29     | 2    | IP            | 7             | 0             | -                    | 0                    | 0                    | 36     | 2      |
| 2000/01 | Inter   | Serie A  | 32     | 4    | IP+IS         | 3+1           | 1             | LM+UEFA              | 1+8                  | 0                    | 44     | 5      |
| 2001/02 | Inter   | Serie A  | 31     | 3    | IP            | 2             | 0             | UEFA                 | 9                    | 1                    | 42     | 4      |
| 2002/03 | Inter   | Serie A  | 25     | 4    | IP            | 0             | 0             | LM                   | 16                   | 3                    | 41     | 7      |
| 2003/04 | Brescia | Serie A  | 31     | 7    | IP            | 0             | 0             | -                    | 0                    | 0                    | 31     | 7      |
| 2004/05 | Brescia | Serie A  | 34     | 9    | IP            | 2             | 2             | -                    | 0                    | 0                    | 36     | 11     |
| 2005/06 | Brescia | Serie B  | 19     | 0    | IP+IS         | 2             | 1             | -                    | 0                    | 0                    | 21     | 1      |
| 2007    | Ascoli  | Serie A  | 7      | 2    | -             | 0             | 0             | -                    | 0                    | 0                    | 7      | 2      |
| Celkově | Celkově | Celkově  | 456    | 59   | -             | 41            | 10            | -                    | 51                   | 5                    | 548    | 74     |

## Reprezentační kariéra
Za reprezentaci odehrál 34 utkání a vstřelil dvě branky. První zápas odehrál ve věku 26 let 28. ledna 1998 proti Slovensku (3:0). Po třech odehraných utkání dostal pozvánku na
MS 1998, kde odehrál všechna pět utkání a vstřelil i jednu branku. Byl jedním z hráčů co neproměnil penaltu ve čtvrtfinále proti Francii. Byl i na ME 2000, kde odehrál čtyři zápasy a domů si odvézl stříbrnou medaili. Také se zúčastnil MS 2002. Posledním jeho vystoupení bylo 20. listopadu 2002 proti Turecku (1:1).

### Statistika na velkých turnajích
| Reprezentace | Rok     | Zápasy             | Zápasy | Zápasy   | Zápasy           | Zápasy           | Zápasy            |
| Reprezentace | Rok     | Fáze turnaje       | Datum  | Soupeř   | Odehraných minut | Vstřelené branky | Výsledek          |
| ------------ | ------- | ------------------ | ------ | -------- | ---------------- | ---------------- | ----------------- |
| Itálie       | MS 1998 | 1 zápas ve skupině | 11. 6. | Chile    | 33               | 0                | 2:2               |
| Itálie       | MS 1998 | 2 zápas ve skupině | 17. 6. | Kamerun  | 90               | 1                | 3:0               |
| Itálie       | MS 1998 | 3 zápas ve skupině | 23. 6. | Rakousko | 90               | 0                | 2:1               |
| Itálie       | MS 1998 | Osmifinále         | 27. 6. | Norsko   | 90               | 0                | 1:0               |
| Itálie       | MS 1998 | Čtvrtfinále        | 3. 7.  | Francie  | 120              | 0                | 0:0 (3:4) na pen. |
| Itálie       | ME 2000 | 3 zápas ve skupině | 19. 6. | Švédsko  | 90               | 1                | 2:1               |
| Itálie       | ME 2000 | Čtvrtfinále        | 24. 6. | Rumunsko | 34               | 0                | 2:0               |
| Itálie       | ME 2000 | Semifinále         | 29. 6. | Nizozemí | 120              | 0                | 0:0 (3:1) na pen. |
| Itálie       | ME 2000 | Finále             | 2. 7.  | Francie  | 66               | 0                | 1:2 v prodl.      |
| Itálie       | MS 2002 | 1 zápas ve skupině | 3. 6.  | Ekvádor  | 69               | 0                | 2:0               |

## Hráčské úspěchy

### Reprezentační
- 2× na MS (1998, 2002)
- 1× na ME (2000 - stříbro)

### Vyznamenání
Řád zásluh o Italskou republiku (12. 7. 2000) z podnětu Prezidenta Itálie 

## Trenérské úspěchy

### Reprezentační
- 3× na ME U21 (2015, 2017 - bronz, 2019)